# Courgeoût
Courgeoût település Franciaországban, Orne megyében. Lakosainak száma 460 fő (2022. január 1.). Courgeoût Bazoches-sur-Hoëne, Parfondeval, Boëcé, Coulimer, La Mesnière, Saint-Hilaire-le-Châtel és Saint-Langis-lès-Mortagne községekkel határos.

## Népesség
A település népességének változása:
| Lakosok száma | 459  | 446  | 451  | 456  | 458  | 461  | 463  | 460  |
|               | 2013 | 2015 | 2017 | 2018 | 2019 | 2020 | 2021 | 2022 |